# متقی هندی
علاءالدین علی بن حسام‌الدین بن قاضی خان قادری شاذلی هندی برهانفوری معروف به متّقی هندی (۸۸۵ - ۹۷۵ هجری) فقیه، محدث، واعظ و عالم حنفی بود. اهل جونپور هند بود. در مدینه و مکه ساکن شد و اقامت کرد و پس از مدت زیادی مجاورت درگذشت. برخی از آثارش عبارتند از:
1. کنز العمال فی سنن الأقوال والأفعال
2. البرهان فی علامات مهدی آخر الزمان
3. إرشاد العرفان وعبارة الإیمان
4. البرهان الجلی فی معرفة الولی
5. الرَّق المرقوم فی غایات العلوم
6. المواهب العلیة فی الجمع بین الحکم القرآنیة والحدیثیة
7. جوامع الکلم فی الواعظ والحکم

## زندگی نامه

### کودکی
متقی هندی در